# Serixia basilana
Serixia basilana là một loài bọ cánh cứng trong họ Cerambycidae.